# Закоханий диявол
«Закоханий диявол» (з підзаголовком «Іспанський роман») — роман Жака Казотта, опублікований 1772 року видавцем П'єром-Жоржем Кастексом. Цей твір Казотта вважає попередником фантастичної літератури.

## Резюме
Молодик Альваре разом із трьома друзями вирішує нахабно викликати диявола. Диявол з'являється йому в п'яти образах:
- 1 — голови жахливого верблюда
- 2 — спанієля
- 3 — пажа, якого він поспішає назвати Бйондетто
- 4 — співачки й арфістки на ім'я Фіорентина
- 5 — і, нарешті, жінки надзвичайної краси на ім'я Бйондетта.

Альваре намагається протистояти звабам і кпинам Бйондетти. Нарешті він вирішує познайомити Бйондетту зі своєю матір'ю, щоб з нею одружитися. По дорозі вони зупиняються на весіллі і, оскільки їх прийняли за чоловіка і дружину, опиняються в одній кімнаті. В останній момент Бйондетта скидає маску, щоб нагадати всім, що вона Вельзевул.

## Ілюстрації

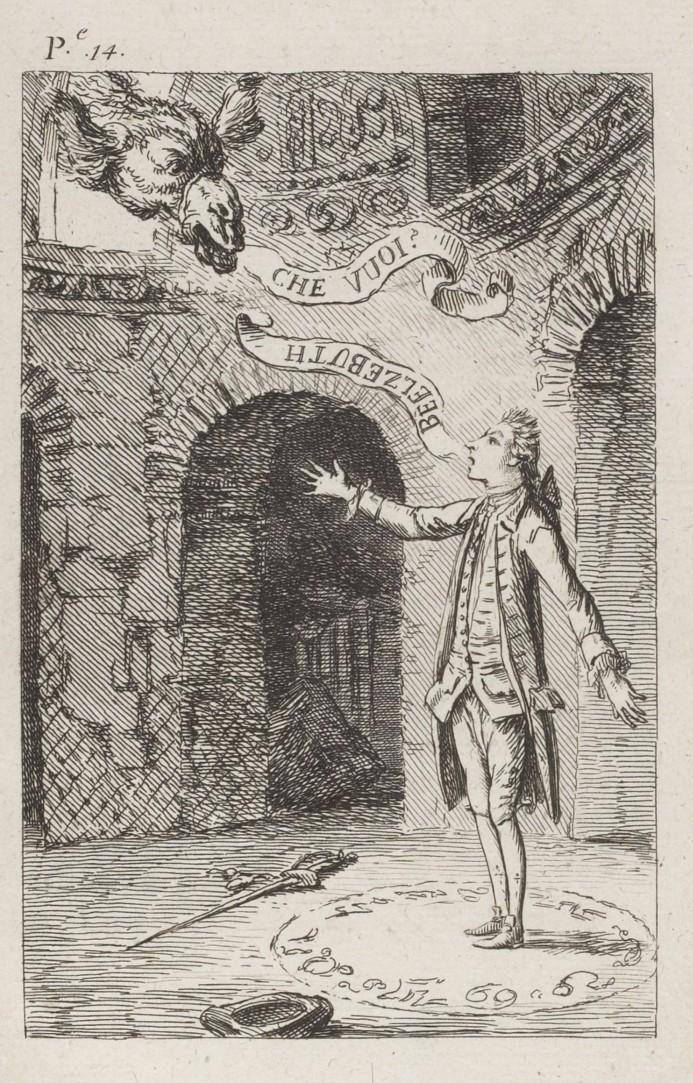
Гравюра для оригінального видання « Закоханого диявола» Жака Казотта (1772), яку приписують Жану-Мішелю Моро.

Оригінальне видання супроводжується шістьма гравюрами, які приписуються Жану-Мішелю Моро. Проте Марі-Жозеф-Франсуа Маеро, спираючись на передмову до твору, висуває гіпотезу про те, що до ілюстрування книги долучилися Клеман-П'єр Марільє та, можливо, Шарль-Нікола Кошен..

### Впливи
Закоханий диявол лежить в основі графу бажання, встановленого Жаком Лаканом. Починаючи з «Che vuoi?» («Чого ти хочеш?») диявола-трансформера в новелі, психоаналітик виокремлює одну з головних формул діалектики бажання.

## Адаптації

### Балети
- «Закоханий диявол» надихнув Жозефа Мазільє написати балет (Le Diable amoureux), виконаний у Паризькій опері 23 вересня 1840 року на музику Франсуа Бенуа та Наполеона Анрі Ребера.
- Філіппо Тальоні представив іншу версію балету 28 квітня 1852 року під назвою Satanella або Metamorphosen. Одну з головних ролей виконала Марія Тальоні. Англійський композитор Майкл Вільям Бальф (1808—1870) надихнувся балетом на написання своєї опери «Сатанелла», прем'єра якої відбулася в Лондоні в 1858 році.
- Балет-казка Ролана Петі за ідеєю Жана Ануя за мотивами твору Жака Казотта. Диявол закохується в юнака і приймає зовнішність андрогінної дівчини, щоб спокусити його.